# Antal Sándor (újságíró)
Antal Sándor, eredeti nevén Adler (Nagyvárad, 1882. november 28. – Németország, 1944.) újságíró, költő, műfordító, szobrász, éremművész.

## Életpályája
Jogi és filozófiai tanulmányokat folytatott Budapesten 1902 és 1903 között, majd szobrászatot is tanult. 1904-től a Nagyváradi Napló szerkesztője volt, majd 1908 és 1913 között Németországban és a Skandináviában élt. Szobrász képzettsége révén Ch. Ericsson műtermébe került, ahol több mint száz plakettet készített, írásait pedig svéd lapokban jelentette meg. 1913-tól ismét Nagyváradon élt, a modern irodalom egyik fő propagálójaként barátja lett Ady Endre is. Szerkesztette A Holnap című irodalmi antológia első kötetét, és előszót írt hozzá.
1914 júliusában a nagyváradi úgynevezett Jégpincében R. Rónai Károly, a Szabadság helyettes szerkesztője pisztoly- és kardpárbajt vívott Antal Sándorral, a Nagyváradi Napló felelős szerkesztőjével, továbbá Zoltán Jenővel és Ötvös Bélával, a Nagyváradi Napló munkatársával. R. Rónai először pisztolypárbajt vívott Antal Sándorral, ez sebesülés nélkül végződött, majd kardpárbajban megsebesítette Zoltán Jenőt a karján, végül pedig pisztolypárbaja volt Ötvös Bélával 25 lépés távolságról kétszeri golyóváltással és amikor ebben egyik fél sem sérült meg, kardpárbajt vívtak a felek lovassági karddal bandázs nélkül, mely során Ötvös oly veszedelmes vágást kapott az arcára, hogy a párbaj után kórházba kellett szállítani. A párbaj oka összeszólalkozás volt.
1917-ben a Váradi Hét szerkesztője volt, 1919-ben, a Tanácsköztársaság idején pedig a Vörös Újság munkatársa lett. A tanácshatalom bukása után Csehszlovákiába menekült, ahol Pozsonyban élt és részt vett a magyar kulturális életben. 1921-től a Nemzeti Kisebbségek szerkesztője, 1923-tól 1938-ig a pozsonyi Népújság főszerkesztője lett. 1942-ben írás jelent meg róla egy német nyelvű helyi lapban, és ezután a németek a családjával együtt elhurcolták. Egyes hírek szerint németországi koncentrációs táborban halt meg, más források szerint határátlépés során ölték meg.
Svéd nyelvismerete okán sokat fordított svédből, például Selma Lagerlöf regényeit és  August Strindberg több munkáját. Írásai a második világháború előtt budapesti lapokban (Népszava, Szocializmus, Világ) jelentek meg, s ezekben elsősorban a szocialista szellemiségű irodalommal foglalkozott. Verseiben, a szívesen használta a 16–17. századi magyar költészet versformáit.

## Főbb művei
- Mozaik. Elbeszélések, Nagyvárad, 1904.
- Akik ma élnek. Novellák, Nagyvárad, 1905.
- A trondhejmi herceg kíséretében. Regény, Nagyvárad, 1913.
- Jörnu története. Regény, Gyoma, 1913.
- A mester. Színmű, Budapest, 1914.
- A csudálatos szemű katona. Elbeszélések, Nagyvárad, 1917
- A magyar zsidóság jövendője. Felelet Ágoston Péter jogtanárnak; szerzői, Nagyvárad, 1917 Online
- Garabonciás ének. Versek, Pozsony, 1924
- Ady és Várad; sajtó alá rend., jegyz. Andor Csaba; Madách Irodalmi Társaság, Bp., 2004